# Kennedy Simmonds
Pour les articles homonymes, voir Simmonds.
Kennedy Simmonds, né le 12 avril 1936 à Basseterre, est un homme politique christophien, fondateur du Mouvement d'action populaire (PAM) et Premier Ministre de Saint-Christophe-et-Niévès du 21 février 1980 au 7 juillet 1995.

## Note et référence
1. ↑  (en) Biographie de Kennedy Simmonds sur le site rulers.org
2. ↑  (en) « SIMMONDS, Kennedy », dans Keith A P Sandiford, A black studies primer : heroes and heroines of the African diaspora, Londres, Hansib, 2008 (ISBN 9781906190064), p. 414-415.

## Source
- (en) Cet article est partiellement ou en totalité issu de l’article de Wikipédia en anglais intitulé « Kennedy Simmonds » (voir la liste des auteurs).